# Сохранение главы преподобного Сергия Радонежского
Сохранение главы преподобного Сергия Радонежского — не имеющие документальных подтверждений действия, предпринятые группой православных христиан в 1919 (1920?)—1946 годах, направленные на защиту мощей преподобного Сергия Радонежского от возможности полного уничтожения.

## Предание семьи Флоренских о сохранении главы преподобного Сергия
В журнале «Наука и религия» (№ 6, июнь 1998 года) О. Газизова опубликовала интервью с Павлом Васильевичем Флоренским, известным учёным и внуком священника Павла Флоренского. П. В. Флоренский рассказал семейное предание о том, как в Лазареву субботу 1919 года (согласно официальному советскому изданию «Революция и церковь», вскрытие мощей преподобного Сергия происходило поздно вечером накануне, в пятницу 11 апреля 1919 года) отцу Павлу Флоренскому стало известно о готовящемся властями вскрытии мощей преподобного Сергия, которое должно было состояться перед Пасхой. Дальнейшая сохранность мощей оказалась под большой угрозой.
По словам П. В. Флоренского, вскоре в Троице-Сергиевой лавре состоялось тайное совещание, в котором приняли участие отец Павел Флоренский, наместник Лавры отец Кронид (Любимов), Ю. А. Олсуфьев, член Комиссии по охране памятников истории и старины Троице-Сергиевой лавры; и, вероятно, члены Комиссии граф В. А. Комаровский, а также С. П. Мансуров и М. В. Шик, которые впоследствии стали священниками.
Участники совещания тайно проникли в Троицкий собор, где, прочитав молитву у раки с мощами Преподобного, отделили с помощью копия главу святого, которую заменили головой погребённого в лавре князя Трубецкого. Главу преподобного Сергия Радонежского временно поместили в ризнице. Вскоре граф Олсуфьев переместил Главу в дубовый ковчег и перенёс к себе домой (Сергиев Посад, улица Валовая). В 1928 году Олсуфьев, опасаясь ареста, закопал ковчег у себя в саду.
В 1933 году после ареста отца Павла Флоренского граф Ю. А. Олсуфьев бежал в Нижний Новгород, где посвятил в эту историю Павла Александровича Голубцова (будущего владыку Сергия — епископа Новгородского и Старорусского). П. А. Голубцову удалось переместить ковчег с главой преподобного Сергия из сада графа Олсуфьева в окрестности Николо-Угрешского монастыря под Москвой, где ковчег находился до окончания Великой Отечественной войны.
Вернувшись с фронта, П. А. Голубцов передал ковчег Екатерине Павловне Васильчиковой (приёмной дочери графа Олсуфьева), которая и стала последней хранительницей святыни.
В 1946 году, когда была вновь открыта Троице-Сергиева лавра, а мощи преподобного Сергия были возвращены монастырю, Е. П. Васильчикова тайно возвратила главу Сергия патриарху Алексию I, который благословил возвратить её на место, в раку. В воспоминаниях архиепископа Ярославского и Ростовского Михея (Хархарова) указано, что главу преподобного Сергия Радонежского вернул к его мощам схиархимандрит Иларион.
По семейному преданию Флоренских отец Павел сделал записи на греческом языке о своём участии во всей этой истории. Однако никаких письменных свидетельств в его архивах найдено не было.

## Дополнительные свидетельства
О событиях тех лет имеются также иные свидетельства, в существенных деталях расходящиеся с приведенными выше.
Так, существует свидетельство другого внука о. Павла Флоренского, игумена Андроника Трубачёва, о том, что, на период с начала до окончания войны Голубцов перенес главу Преподобного из Люберец, где жила С.В. Олсуфьева, к своему старцу схиархимандриту Илариону (Удодову), служившему в храме Владимирской иконы Божией Матери в селе Виноградове Московской области (ныне вошедшем в черту Москвы).
Не подтверждённая документально информация о нахождении в храме Владимирской иконы Божией Матери в Виноградове главы преподобного Сергия с 1941 по 1946 годы приведена на сайте этого храма:
…в главном алтаре храма, под престолом тайно хранилась великая святыня – глава преподобного Сергия Радонежского. После возвращения главы преподобного в 1946 году во вновь открывшуюся Троице-Сергиеву Лавру, для храма была получена частица его мощей и устроен и освящён левый придел в честь преподобного Сергия, игумена Радонежского.
Имеется указание  на иное время отделения главы преподобного Сергия от его мощей — начало 1920 года (предположительно 26—30 марта), когда власти планировали перевезти мощи преподобного из закрытой Троице-Сергиевой Лавры в один из московских музеев.